# Agadir
Agadir (aus Taschelhit ⴰⴳⴰⴷⵉⵔ agadir, deutsch ‚Speicherburg‘; arabisch أكادير) ist eine Hafenstadt am Atlantik im Süden Marokkos, etwa 500 km südlich von Casablanca mit 504.768 Einwohnern (2024). Agadir ist Hauptstadt der Präfektur Agadir-Ida ou Tanane und der Region Souss-Massa.

## Geographie und Klima
Agadir liegt an der Mündung des Flusses Oued Souss in den Atlantischen Ozean.

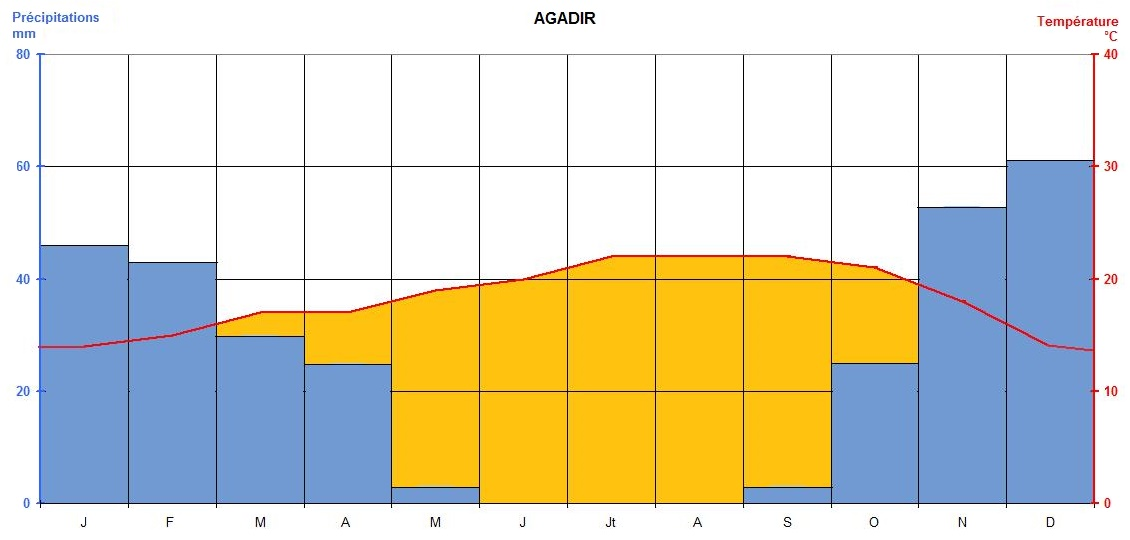
Wetterspiegel

Es herrscht ganzjährig ein Klima trockener Wärme mit Temperaturen, die im Mittel bei circa 22 °C liegen. Gelegentlich treten frische Böen auf. Im Sommer 2023 erreichte die Temperatur rekordheiße 50, 4 °C. 
|                       | Jan | Feb | Mär | Apr | Mai | Jun | Jul | Aug | Sep | Okt | Nov | Dez |   |      |
| Mittl. Tagesmax. (°C) | 18  | 19  | 19  | 20  | 22  | 24  | 26  | 26  | 26  | 24  | 20  | 20  | ⌀ | 22   |
| Mittl. Tagesmin. (°C) | 9   | 9   | 11  | 12  | 15  | 17  | 19  | 20  | 19  | 15  | 12  | 10  | ⌀ | 14   |
|                       |     |     |     |     |     |     |     |     |     |     |     |     |   |      |
| Sonnenstunden (h/d)   | 5   | 7   | 7   | 9   | 10  | 10  | 11  | 10  | 9   | 7   | 6   | 5   | ⌀ | 8    |
|                       |     |     |     |     |     |     |     |     |     |     |     |     |   |      |
| Regentage (d)         | 12  | 10  | 10  | 6   | 5   | 2   | 0   | 0   | 2   | 7   | 11  | 12  | Σ | 77   |
|                       |     |     |     |     |     |     |     |     |     |     |     |     |   |      |
| Luftfeuchtigkeit (%)  | 78  | 77  | 77  | 77  | 76  | 75  | 76  | 80  | 80  | 77  | 76  | 76  | ⌀ | 77,1 |

| 9 |

| 9 |

| 11 |

| 12 |

| 15 |

| 17 |

| 19 |

| 20 |

| 19 |

| 15 |

| 12 |

| 10 |

| 9 |

| 9 |

| 11 |

| 12 |

| 15 |

| 17 |

| 19 |

| 20 |

| 19 |

| 15 |

| 12 |

| 10 |

## Geschichte
Agadir wurde 1505 von portugiesischen Seefahrern als Festung gegründet und 1513 an den portugiesischen König Manuel I. verkauft. 1541 eroberten die Saadier die Stadt. Der ausgebaute Hafen diente dem Export von Datteln, Wachs und Zuckerrohr. Am 1. November 1755 wurde die Kasbah durch ein Erdbeben in Teilen zerstört. 1751 versuchte König Friedrich V. von Dänemark – letztlich erfolglos –, durch den Abschluss eines Freundschafts- und Handelsvertrags mit Mulai Muhammad, dem Statthalter von Marrakesch, dänische Stützpunkte im heutigen Agadir (Santa Cruz do Cabo de Gué oder Cabo de Aguer) und in Safi zu errichten.
1911, auf dem Höhepunkt der deutsch-französischen Spannungen und Rivalitäten um Marokko, entsandte Deutschland die Kanonenboote Panther und Eber sowie den Kleinen Kreuzer Berlin nach Agadir. Der Vorfall, der als Panthersprung nach Agadir bekannt wurde und fast zu einem großen europäischen Krieg geführt hätte, veranlasste Frankreich, Marokko 1912 zum französischen Schutzgebiet zu erklären; im Protektoratsvertrag vom November 1912 wurde es in die Protektorate Französisch-Marokko und Spanisch-Marokko (im Norden) aufgeteilt (Näheres siehe Geschichte Marokkos). Im Jahr 1913 zählte Agadir weniger als 1000 Einwohner. Ab 1920 sorgte ein neuer Hafen jedoch für wirtschaftlichen Aufschwung. In den 1920er und 1930er Jahren zählte die Stadt zu den wichtigsten Zwischenhalten der Luftpost Aéropostale.
Am Abend des 29. Februar 1960 wurde die Stadt durch ein Erdbeben verwüstet, wobei rund 10.000 bis 15.000 Menschen starben, das entspricht einem Fünftel bis einem Drittel der damaligen Bevölkerung der Stadt. Außer der 240 Meter über dem Meeresspiegel gelegenen Kasbah hat Agadir daher heute nur noch wenige historische Bauten. Viele Nationen halfen Agadir beim Wiederaufbau. Die Schweiz baute sogar ein ganzes Viertel auf, das sogenannte „Schweizer-Viertel“.
Im Jahr 1975 ereignete sich vor der Stadt der bisher schwerste Flugunfall Marokkos mit 188 Toten.

## Wirtschaft und Infrastruktur
Agadir liegt in einem Bergbaugebiet mit Cobalt-, Mangan- und Zinkvorkommen, die über den Naturhafen verschifft werden. Tourismus, Fischerei und Fischverarbeitung sowie die Herstellung von Metallwaren sind neben dem Bergbau die wichtigsten Wirtschaftszweige. Vor allem der Fremdenverkehr wurde in den vergangenen Jahren durch gezielten Bau von Ferienanlagen in und außerhalb der Stadt stark gefördert.
Der internationale Flughafen Al Massira (IATA-Code AGA, ICAO-Code GMAD) wurde 2006 von 1,4 Millionen Passagieren benutzt. Er bietet auch Direktverbindungen zu zahlreichen europäischen Verkehrsflughäfen.
Die Ibnou Zohr-Universität hat ihren Hauptsitz in Agadir.
Die Stadt ist in ihren strandnahen Bereichen von großen Hotelanlagen und dem Handel mit Kunsthandwerk aller Art geprägt. Hierbei organisieren lokale Anbieter zum Kennenlernen von Land und Leuten Tagesausflüge, z. B. nach Essaouira, Tafraoute, Marrakesh, Tiznit und durch die Gebirgszüge des Antiatlas und des Atlasgebirges.

## Religion
In der Stadt gibt es zahlreiche Moscheen. Agadir hat eine katholische und eine evangelische Gemeinde. Die jüdische Gemeinde verfügt über eine Synagoge im Zentrum der Stadt. Sie zählt nur 26 Familien mit etwa 100 Mitgliedern. Zwei Drittel der Gräber auf dem jüdischen Friedhof von Agadir gehören zu Opfern des Erdbebens von 1960.

## Söhne und Töchter der Stadt
- Houssaine Kili (* 1955), Musiker
- Françoise Castex (* 1956), französische Politikerin
- Marc-Michel Le Bévillon (* 1956), französischer Jazzmusiker
- Ali Anouzla (* 1963), Journalist
- Saphia Azzeddine (* 1979), französisch-marokkanische Autorin und Journalistin
- Rédouane Jiyed (* 1979), Fußballschiedsrichter
- Youssef Krou (* 1989), französisch-marokkanischer Volleyball- und Beachvolleyballspieler
- Ramzi Boukhiam (* 1993), Surfer
- Hanane Aït El Haj (* 1994), Fußballspielerin
- Ghizlane Chhiri (* 1994), Fußballspielerin
- Karim El Berkaoui (* 1995), Fußballspieler

## Galerie

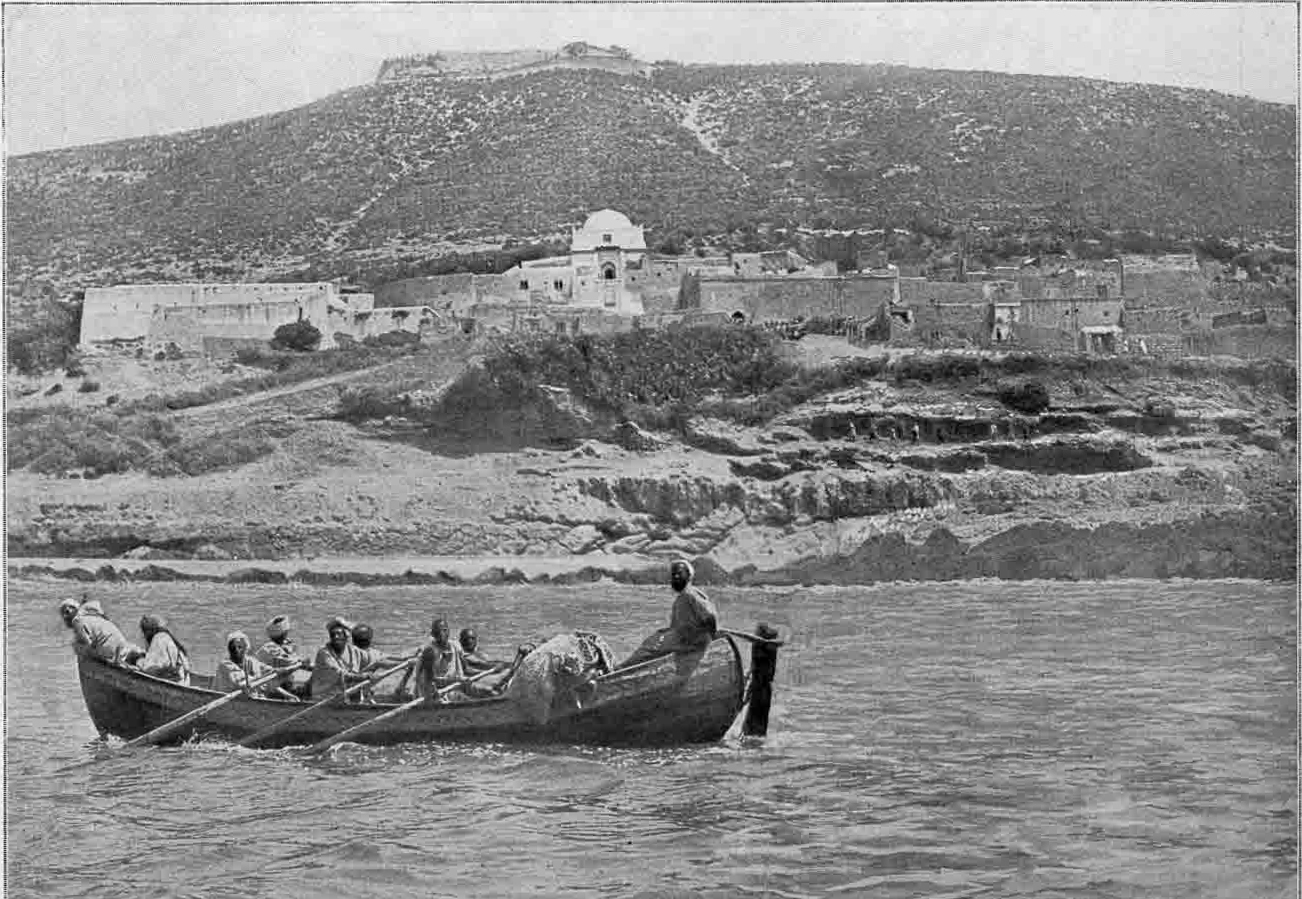
Die Bucht von Agadir mit der Kasbah (1905).
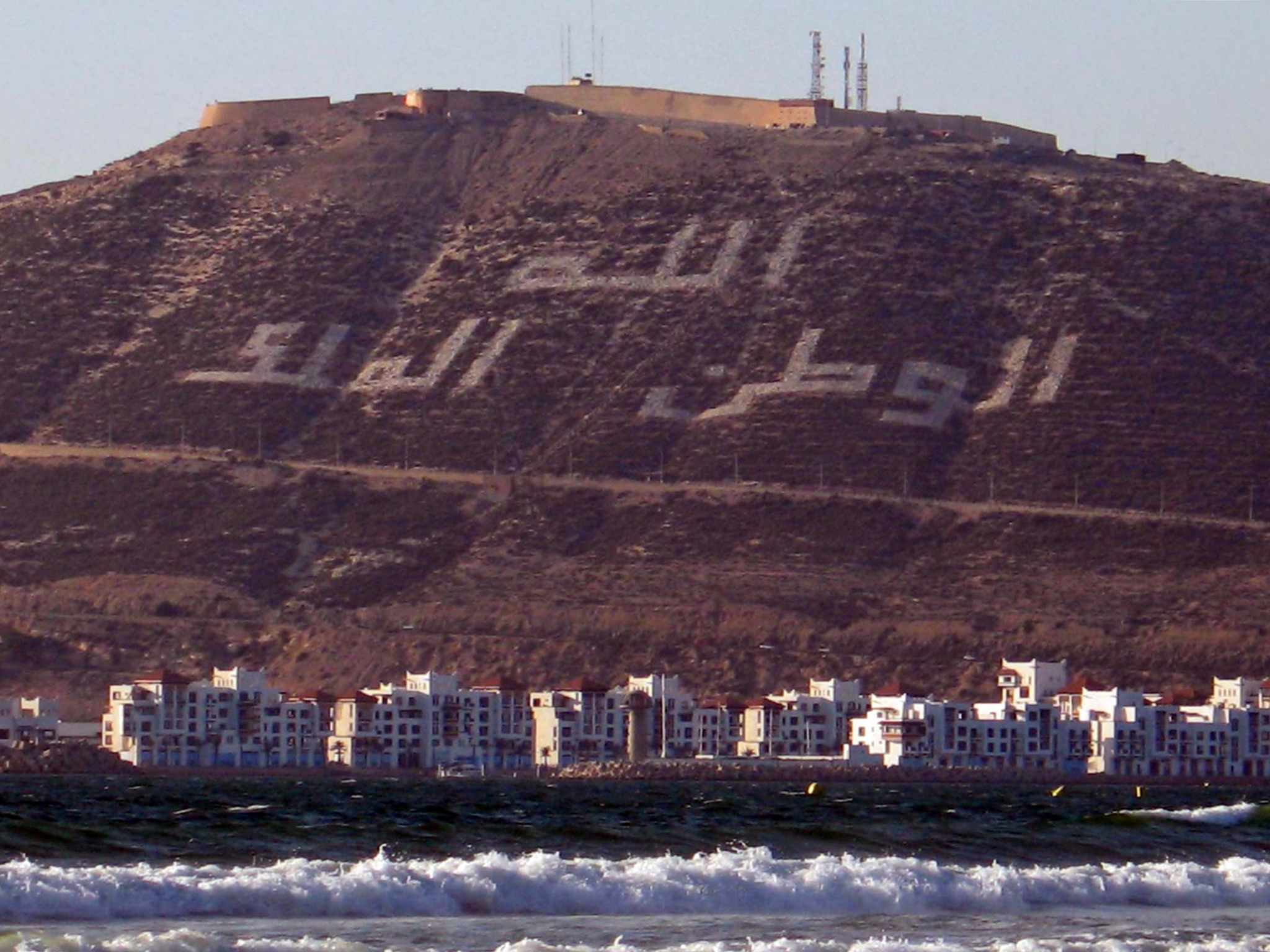
Bucht und Kasbah heute. Die Schrift auf dem Berg ist der Wahlspruch Marokkos: Gott, Vaterland, König (Arab.: الله، الوطن، الملك DMG Allāh, al-Watan, al-Malik)
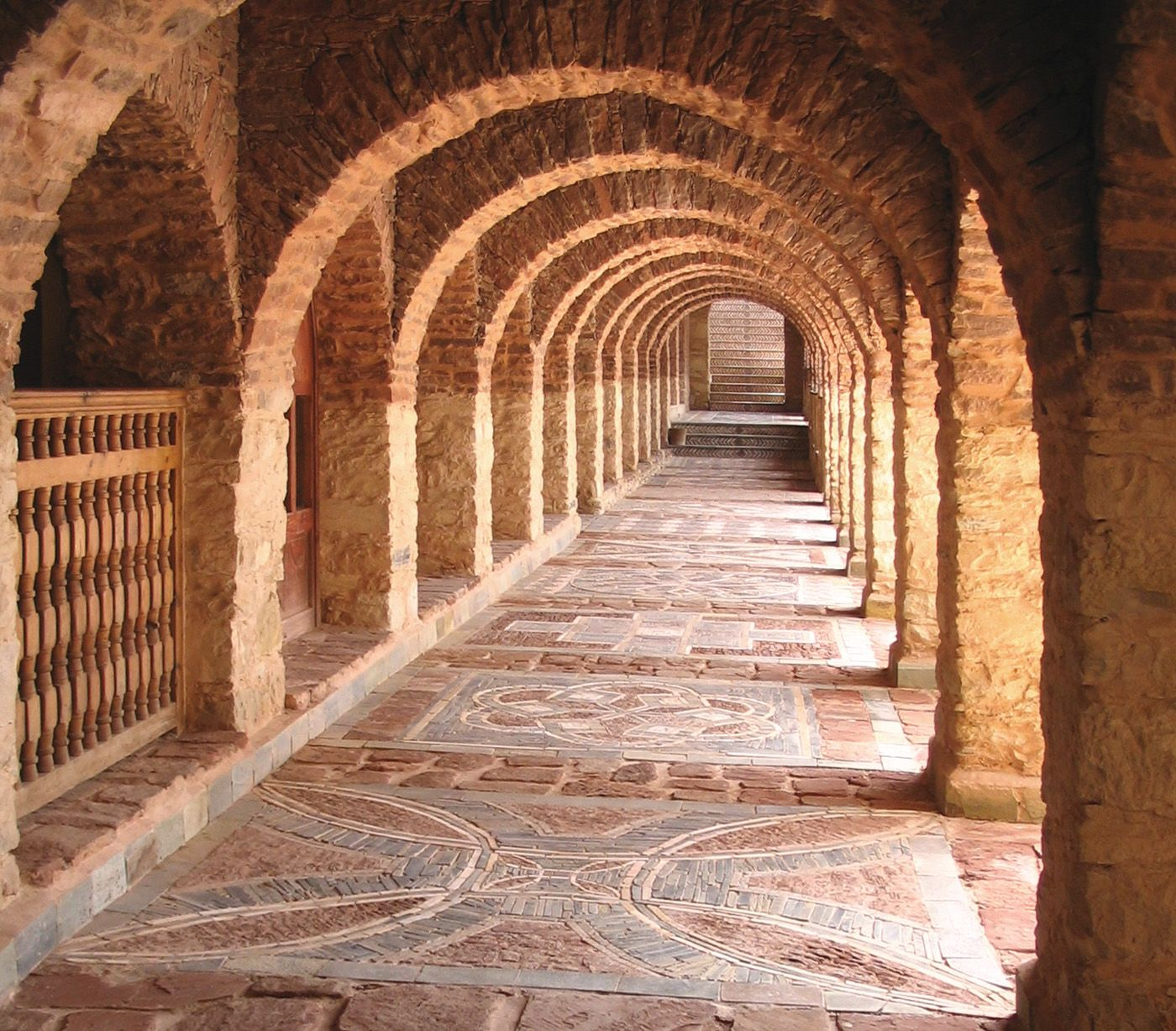
Die Medina von Agadir.
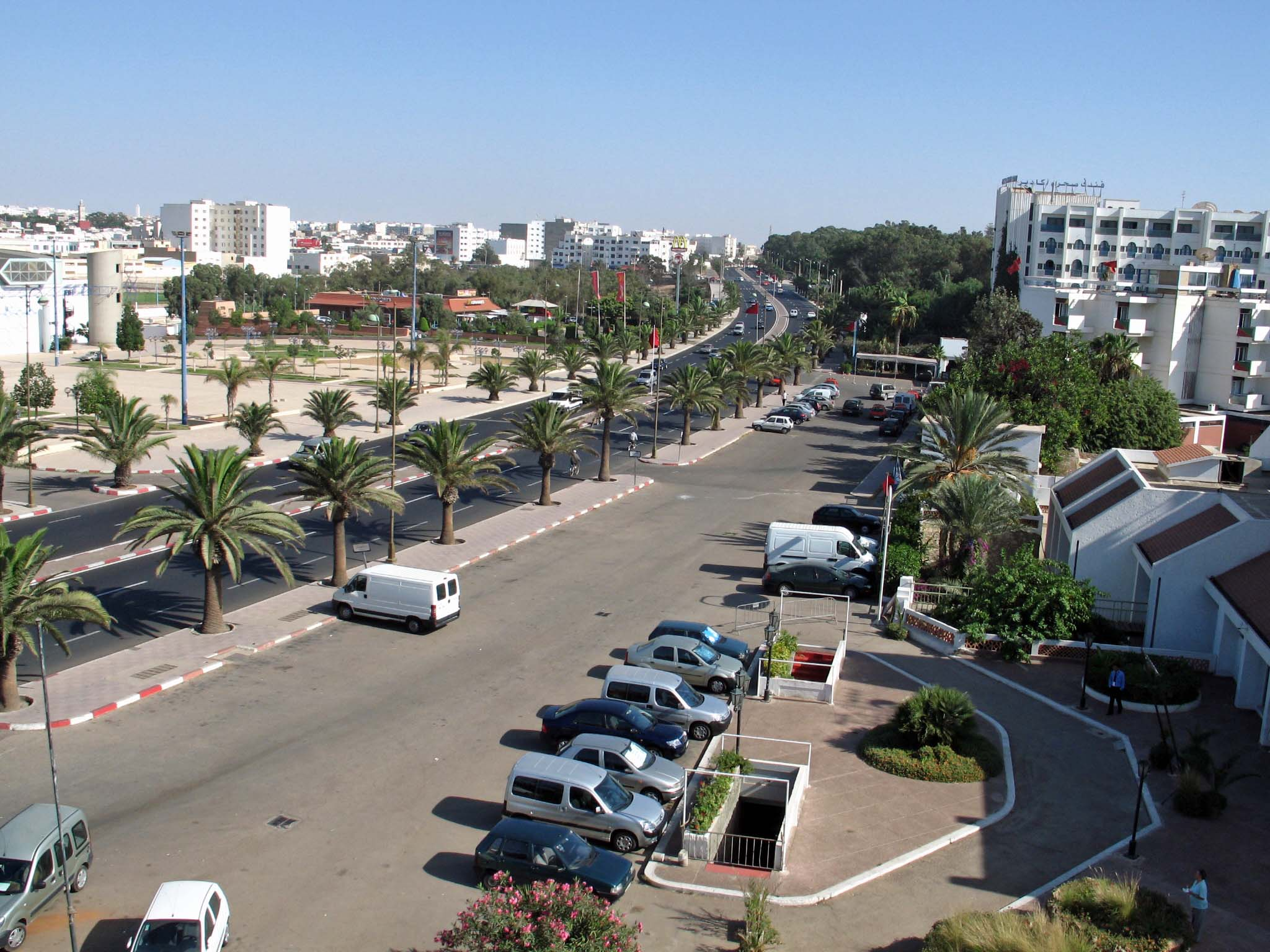
Blick auf den Mohammed-V.-Boulevard.
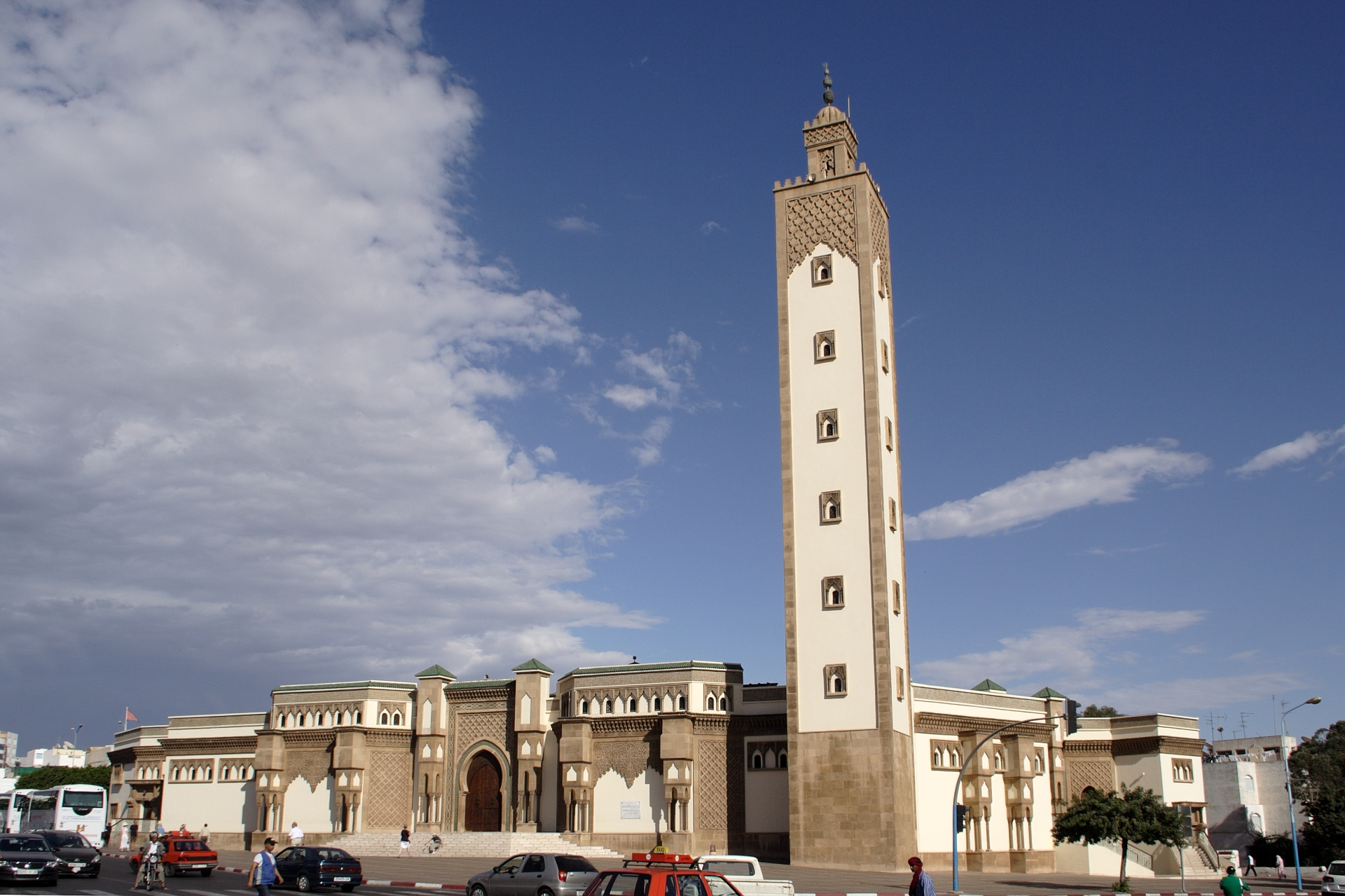
Mohammed V. Moschee
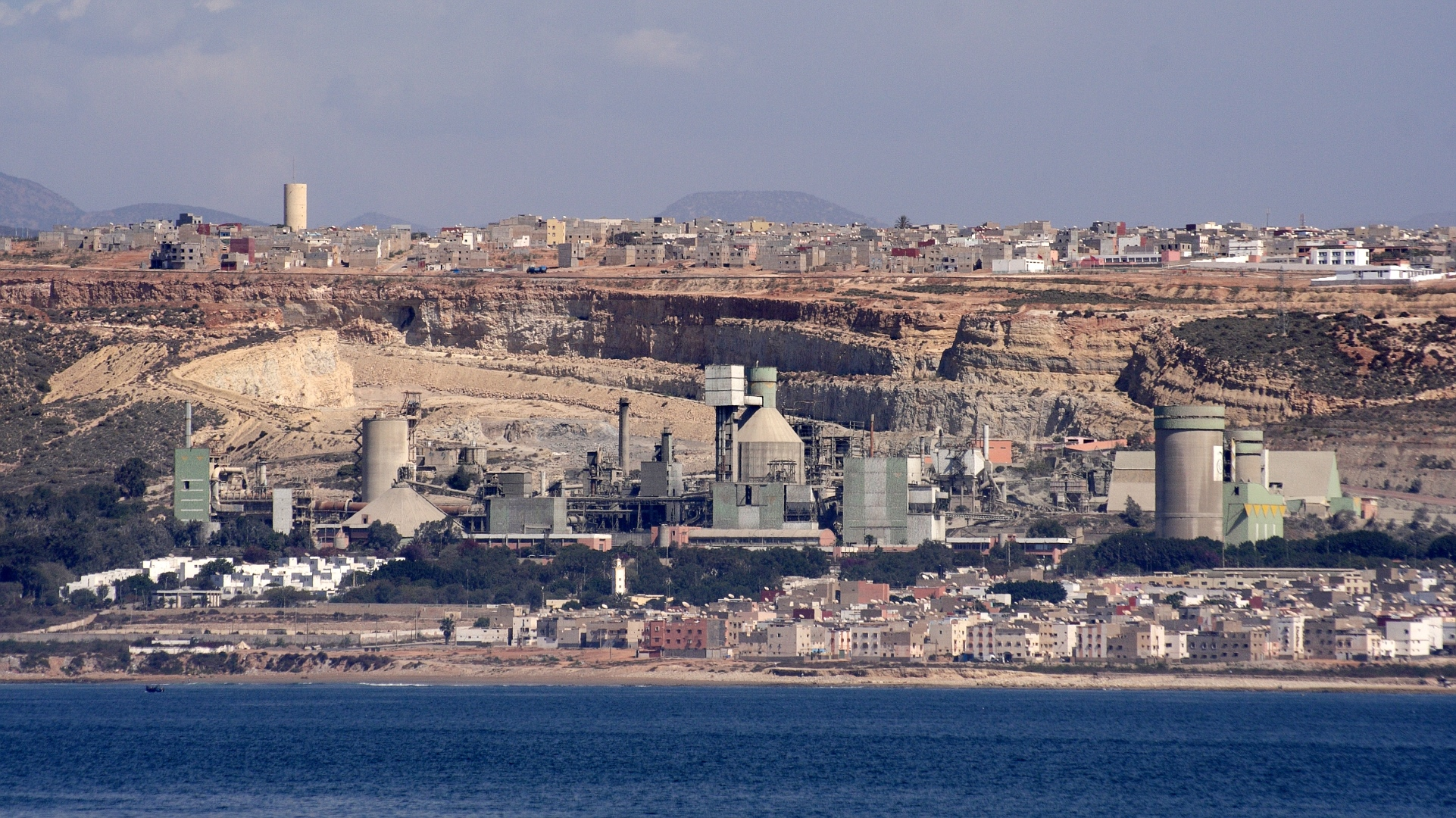
Industrieanlagen im Norden Agadirs